# Chiers
Chiers – rzeka we Luksemburgu, Belgii oraz Francji, o długości 112 km. Stanowi dopływ rzeki Mozy.